# Leptotarsus (Longurio) millotianus
Leptotarsus (Longurio) millotianus is een tweevleugelige uit de familie langpootmuggen (Tipulidae). De soort komt voor in het Afrotropisch gebied.